# Barradères
Barradères (em crioulo, Baradè),é uma comuna do Haiti, situada no departamento de Nippes e no arrondissement de Barradères. De acordo com o censo de 2003, sua população total é de 31 689 habitantes.